# برج شونبرغ
برج شونبيرغ (بالألمانية: Schönbergturm)‏ هو برج مراقبة  في ألمانيا، بني عام 1905-1906 من قبل المهندس المعماري البافاري تيودورفيشر على جبل السوابيان يورا في ولاية بادن فورتمبرغ. يقع البرج على جبل شونبيرغ البالغ ارتفاعه 793 مترًا، والذي يعتبر جزءًا من ما يعرف بـ "ألبتراوف" (نقطة التحول بين سهل النيكار وجبل السوابيان يورا ). يقع البرج على بعد حوالي كيلومترين جنوب بلدة بفولينغن ويطل على وادي نهر إيشاز.
نظرًا لشكله وموقعه، يُشار إليه باسم "أوندرهوس" في اللهجة المحلية، والذي يعني "سروال كبير". يحتوي جبل شونبيرغ على هضبة على قمته، وقد بني البرج في الطرف الشرقي من هذه الهضبة.

## وصلات خارجية
- برج شونبرغ  على موقع ستركتر